# Veronica Hart
Jane Esther Hamilton (27. oktober 1956 i Las Vegas, Nevada) er en amerikansk pornografisk filminstruktør og tidligere pornoskuespiller fra 1980 til 1984, bedre kendt under kunstnernavnet Veronica Hart.
I dag instruerer og redigerer Hart pornografiske film, og optræder også i gæsteroller i almindelige tv- og filmproduktioner. Hart er erklæret biseksuel.